# ام‌سی‌اس
ام‌سی‌اس (انگلیسی: MSC) شرکت تجهیزات صنعتی آمریکایی است، که در سال ۱۹۴۱ توسط سیدنی جاکوبسن تأسیس شد.